# Mikhail Krichevsky
Mikhail Efimovich Krichevsky (25 de fevereiro de 1897 – 26 de dezembro de 2008) foi um supercentenário judeu-ucraniano e o último veterano da Primeira Guerra Mundial que lutou pelo Império Russo. Krichevsky foi mobilizado para o Exército Imperial Russo em 1917 e foi enviado à Frente do Sudoeste, depois de se formar na Escola de Engenharia Militar de Kiev como engenheiro-praporshchik. Após a Revolução de Outubro, ele voltou para casa, onde se estabeleceu e morou em Donetsk.